# هوهانس توکماجیان
هوهانس واچه‌ای اتوکماجیان (ارمنی: Թոքմաջյան Վաչեի Հովհաննես؛ زادهٔ ۷ نوامبر ۱۹۵۶) یک سیاستمدار و مهندس هیدرولیک اهل ارمنستان است که از تاریخ ۱۹۹۵ تا تاریخ ۱۹۹۹ سمت نمایندگی دوره اول مجلس ملی جمهوری ارمنستان را برعهده داشت.

## زندگی‌نامه
در ۷ نوامبر ۱۹۵۶ در ایروان به دنیا آمد و از دانشگاه ملی پلی‌تکنیک ارمنستان فارغ‌التحصیل شد. وی از سال ۲۰۱۳ عضو اتحادیه روزنامه‌نگاران ارمنستان می‌باشد. وی در دانشگاه صنعتی شوشی (رئیس دانشگاه) فعالیت می‌کرد. وی همچنین برنده جایزه نظام خلاقیت علمی و فنی جوانان اتحاد شوروی شده است.

## یادداشت
1. ↑  Մտավորական Հայաստան
2. ↑  տեխնիկական գիտությունների դոկտոր
3. ↑  Խորհրդային Միության երիտասարդական գիտատեխնիկական ստեղծագործության համակարգի մրցանակ